# کوه یودونو

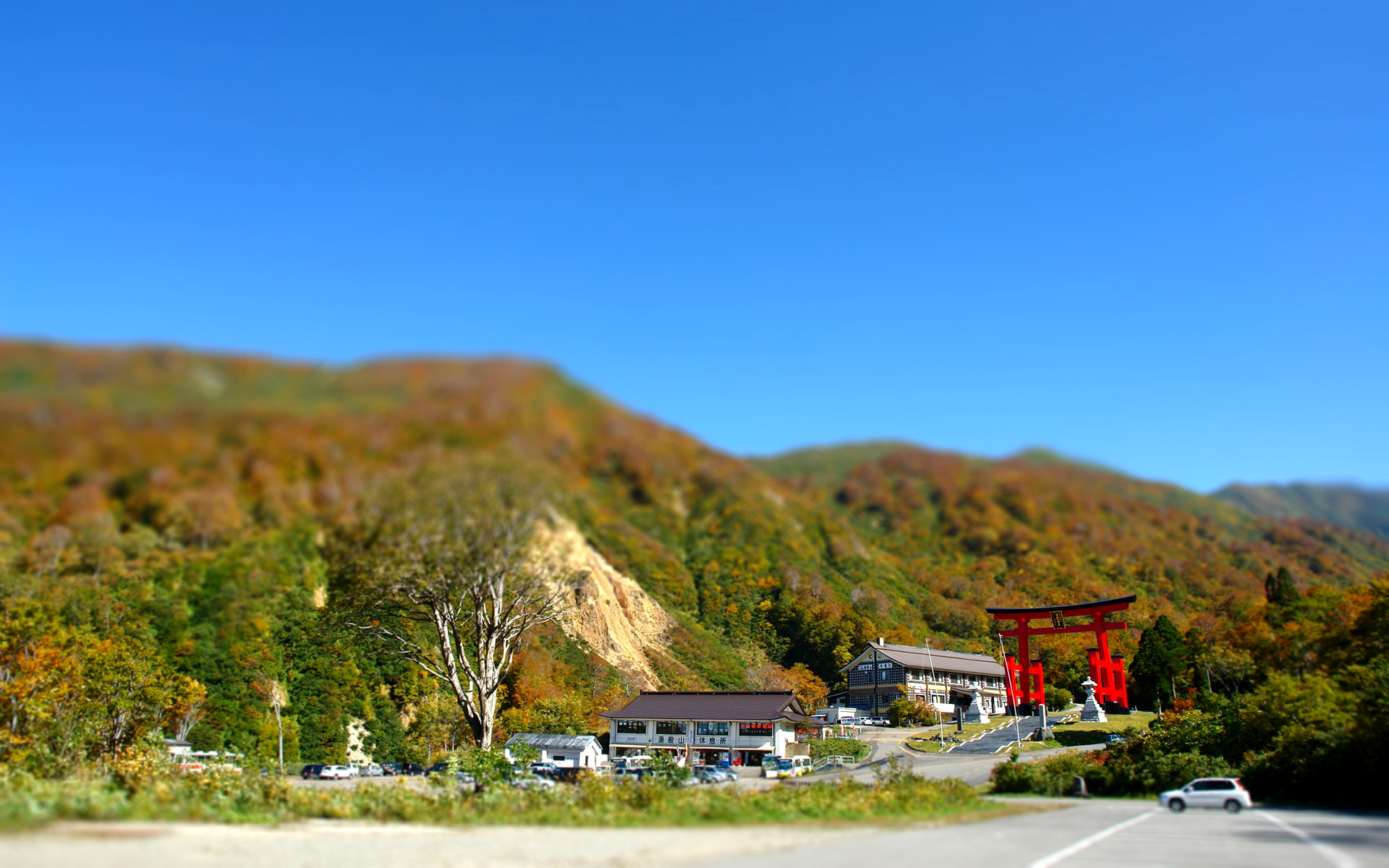

کوه یودونو (به ژاپنی: 湯殿山 Yudono-san) یکی از سه کوه دوا است که در تقسیم بندی قدیم ژاپن در ولایت دوا قرار داشته و امروزه در استان یاماگاتا قرار دارد. کوه یودونو مقدس‌ترین کوه در بین سه کوه دوا است.
زائران باید با پای برهنه وارد شوند و عکاسی ممنوع است. به دلیل بارش شدید برف زمستانی، کوه و زیارتگاه برای مدت طولانی از سال غیرقابل دسترسی است.